# Улица Бородачёва
Улица Бородачёва — улица в Петергофе. Проходит от Царицынской улицы до Эрлеровского бульвара. Протяжённость улицы — около 0,5 км.

## История
Улица образована в 1836 году и названа Александровской, в честь великого князя Александра Николаевича, будущего Александра II. Первоначально улица проходила вдоль Охотного болота в направлении Александрийской колонии, доходя до Михайловской улицы. 15 мая 1965 года улица была переименована в улицу Бородачёва в честь лейтенанта Красной армии В. Г. Бородачёва, погибшего во время Великой Отечественной войны при защите Петродворца. В конце 1980-х годов продлена от Михайловской улицы до Эрлеровского бульвара.

## География
Улица проходит с севера на юг от Царицынской улицы до Эрлеровского бульвара, пересекая Никольскую и Михайловскую улицы. К западу от улицы находится Колонистский парк, домов по нечётной стороне улицы нет.

## Здания и сооружения
По чётной стороне

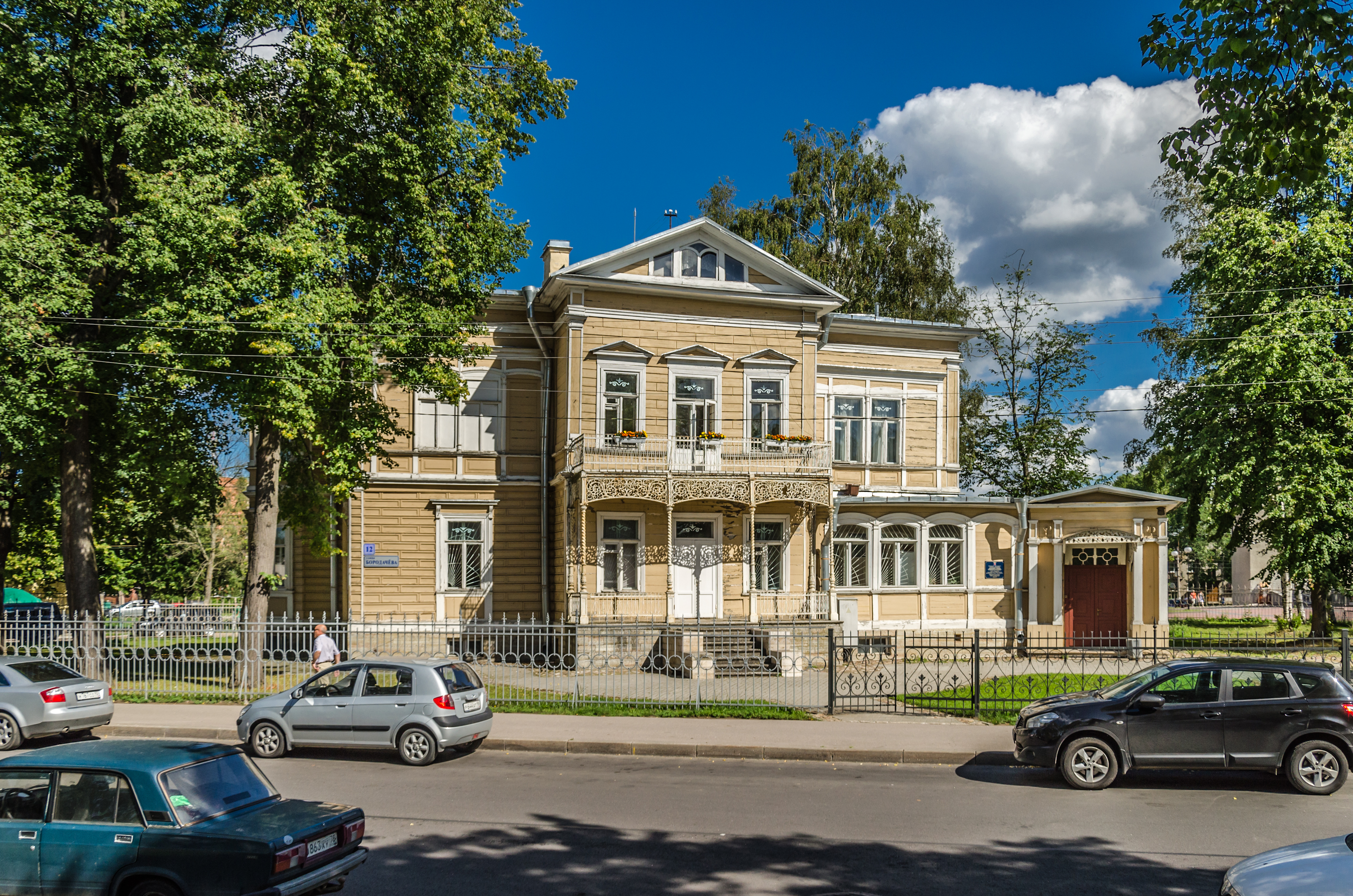
Деревянный дом А. Ф. Гейрота

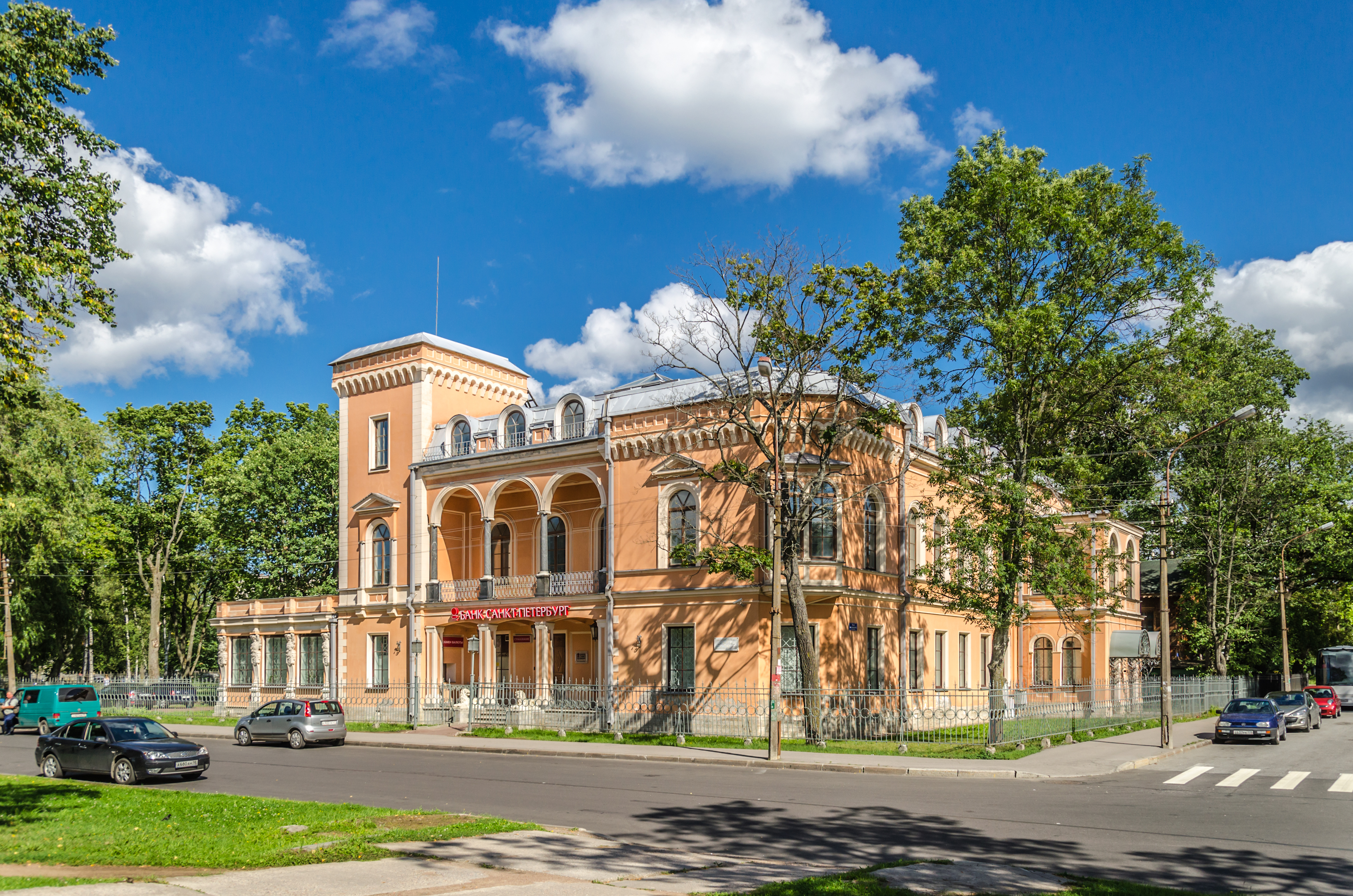
Каменный особняк А. Ф. Гейрота

- дом 12 — деревянный дом А. Ф. Гейрота, входит в комплекс усадьбы Гейрота, построен в 1851 году, архитектор, вероятно, А. И. Штакеншнейдер или Н. Л. Бенуа, объект культурного наследия регионального значения[2];
- дом 11 по Никольской улице — каменный особняк А. Ф. Гейрота, построен в 1856 году, архитектор А. И. Штакеншнейдер, объект культурного наследия регионального значения[3];
- дома 8, 10 — жилые дома из комплекса зданий конца 1970-х — начала 1980-х годов, получившего за замкнутую форму народное название «Брестская крепость»[4];
- В конце улицы по её чётной стороне находится памятник «Защитникам Отчества», 2013 год, скульптор В. Н. Аземша, архитектор В. Л. Спиридонов[5].

## Транспорт
Общественный транспорт по улице не проходит. Ближайшие автобусные остановки — на Санкт-Петербургском проспекте и Эрлеровском бульваре.